# إسينيون
الإسينيون (بالعبرية: אִסִּיִים) هي حركة دينية يهودية روحانية ظهرت خلال فترة الهيكل الثاني في الفترة من القرن الثاني قبل الميلاد حتى القرن الأول الميلادي. من المحتمل أن تكون حركة الإسينيين قد نشأت كمجموعة خاصة بين اليهود في زمن يوناثان المكابي بسبب بالخلافات حول الشريعة اليهودية والاعتقاد بأن اختيار يوناثان كاهنًا أعظم لم يكن شرعيًّا. ويعتقد معظم العلماء أن الإسينيين انشقوا من طائفة الصدوقيين بعدما رأوا في أنفسهم أنهم البقية الحقيقية لبني إسرائيل المتمسكين بالعهد الحقيقي مع الله، والتزموا بتفسيرهم للتوراة المنسوب إلى زعيمهم الأول معلم البر الذي ربما كان رئيس الكهنة الشرعي، واتبعوا نهجًا محافظًا في الالتزام بالشريعة اليهودية.
وفقًا للكاتبين اليهوديين يوسيفوس فلافيوس وفيلون السكندري، بلغ عدد الإسينيين حوالي أربعة آلاف، وأقاموا في مستوطنات مختلفة في جميع أنحاء المقاطعة اليهودية. بينما حدّد المؤرخ الروماني بليني الأكبر
موقعهم شمالي عين جدي على الجانب الغربي من البحر الميت. ذكر بليني في بضعة أسطر أن الإسينيين لم يكونوا يهتمون بالمال، وأنهم موجودون منذ آلاف الأجيال، وأنهم لا يتزوجون. أما يوسيفوس فقد قدّم معلومات تفصيلية عن الإسينيين في كتابه الحرب اليهودية، ومعلومات أقل في كتابيه عاديات اليهود وحياة يوسفيوس فلافيوس، حيث إدعى معرفته اللصيقة بهم، وعدّهم كواحدة من ثلاث طوائف يهودية فلسفية مع الفريسيين والصدوقيين. ذكر يوسفيوس أيضًا نفس المعلومات المتعلقة بتقواهم وعزوبيتهم؛ ومشاعية المال والممتلكات؛ والحياة الجماعية؛ والالتزام الصارم بالسبت. وأضاف أيضًا أن الإسينيين كان لهم طقس يغطسون فيه في الماء كل صباح (وهي ممارسة تشبه استخدام الحسيديم المعاصرين للميكفاه)؛ يأكلون سويًا بعد الصلاة؛ ويكرسون أنفسهم للأعمال الخيرية والإحسان؛ وممنوع عليهم التعبير عن غضبهم؛ ويدرسون كتب القدماء؛ ويحفظون أسرارهم؛ ويجتهدون في حفظ أسماء الملائكة المذكورة في كتبهم المقدسة.
حديثًا، اكتسب الإسينيون شهرة بعد اكتشاف مجموعة واسعة من الوثائق الدينية المعروفة باسم مخطوطات البحر الميت التي يُعتقد أنها تخص الإسينيين. عُثر على المخطوطات في خربة قمران وهو موقع أثري يقع على الشاطئ الشمالي الغربي للبحر الميت، يُعتقد أنه كان مسكنًا لمجتمع الإسينيين. شملت تلك الوثائق نسخ متعددة من أجزاء من الكتاب المقدس العبري إلى جانب الأسفار القانونية الثانية والأسفار التي تخص الطائفة مثل مخطوطات قانون المجتمع ووثيقة دمشق ومخطوطة الحرب التي توفر رؤى قيمة حول الحياة المجتمعية والأيديولوجية والدينية عند الإسينيين.
الشائع أن الإسينيين اختفوا بعد الثورة اليهودية الكبرى التي شهدت أيضًا تدمير مستوطنة قمران. لاحظ علماء عدم وجود مصادر مباشرة تدعم هذا الادعاء، مما يزيد من إمكانية بقاءهم أو بقاء مجموعات ذات صلة بهم في القرون التالية. كما يعتقد بعض الباحثين أن تعاليم الإسينيين أثرت على جماعات دينية أخرى مثل المسيحيين الأوائل والمندائيين.

## التسمية
استخدم يوسفيوس اسم «إسينيون Essenes» لوصف هذه الجماعة في كتابيه الرئيسين الحرب اليهودية وعاديات اليهود، وكتبها في بعض المواضع «إيسايون Essaion». وفي البعض الآخر «إيسايوس Essaios». وقال أنها إحدى الطوائف اليهودية الثلاث الرئيسية في تلك الفترة.
أما فيلو فاستخدم اللفظ «إيسايوي Essaioi»، على الرغم من أنه اعترافه بأن هذا الشكل اليوناني غير الدقيق تحوير للاسم الأصلي، واعتقد أن أصل هذه الكلمة يعني «القداسة». بينما استخدم بليني الأكبر في نص كتابه اللاتيني اللفظ «إسيني Esseni». ويشير غابرييل بوكاتشيني أستاذ الأدب اليهودي في جامعة ميتشغان إلى أنه لم يُتوصّل إلى تفسير مقنع لأصل الاسم، ولكن من المؤكد أن الاسم كان يشير إلى جماعة كبيرة داخل منطقة اليهودية ومن ضمنها المجتمع الذي سكن في قمران.
قبل اكتشاف مخطوطات البحر الميت، كان هناك اعتقاد أن الاسم هو تهجئات يونانية مختلفة للقبهم المحلي العبري الذي وُجد لاحقًا في بعض مخطوطات البحر الميت، «ʻosey haTorah» الذي يعني «مُطبّقو التوراة». وعلى الرغم من نشر عشرات الاقتراحات حول أصل الكلمة، إلا أن هذا الرأي هو الوحيد المنشور قبل عام 1947م، والذي يحظى بالقبول بين العلماء.
ناقش فادركام وغورانسون وغيرهم الاسم في لغته الأصلية «أوسايوي Ossaioi» وتهجئاته المختلفة «Essaioi» و«Esseni»، وزعموا أنه في عبرية العصور الوسطى، حلّت كلمة «حسيديم Hassidim» التي تعني «الأتقياء» محل كلمة «إسينيون Essenes»، وأن هذا الاسم العبري لم يتشكل من الأصل «Essaioi/Esseni»، وإنما جاءت الكلمة العبرية من مقابلها الآرامي «حيسيم Hesi'im» التي جاءت في النصوص الآرامية الشرقية. بينما يعتقد آخرون أن كلمة «إسيني Essene» هي ترجمة حرفية للكلمة العبرية «حسونيم ḥiṣonim» ومفردها «حسون ḥiṣon» وتعني «الخوارج»، وهي كلمة استخدمها المشناه لوصف عدة جماعات طائفية. وتقول نظرية أخرى أن الاسم مستعار من جماعة عبدت أرتميس في الأناضول يشبهون في سلوكهم ولباسهم إلى حد ما سلوك هذه الجماعة في المقاطعة اليهودية.
رجّح عبد الوهاب المسيري في موسوعته اليهود واليهودية والصهيونية أن الاسم «إسينيون» من الكلمة الآرامية «آسيا»، ومعناها الطبيب أو المداوي، أو أنه من الكلمة «هاسي» السريانية أو «هوسيوس» اليونانية أي المُقدّس، التي ربما كانت النطق اليوناني «أسيديم» للكلمة العبرية «حسيديم» أي الأتقياء، أو مجرد تصحيف للكلمة العبرية «حاشائيم» أي الساكتين.

## الموقع

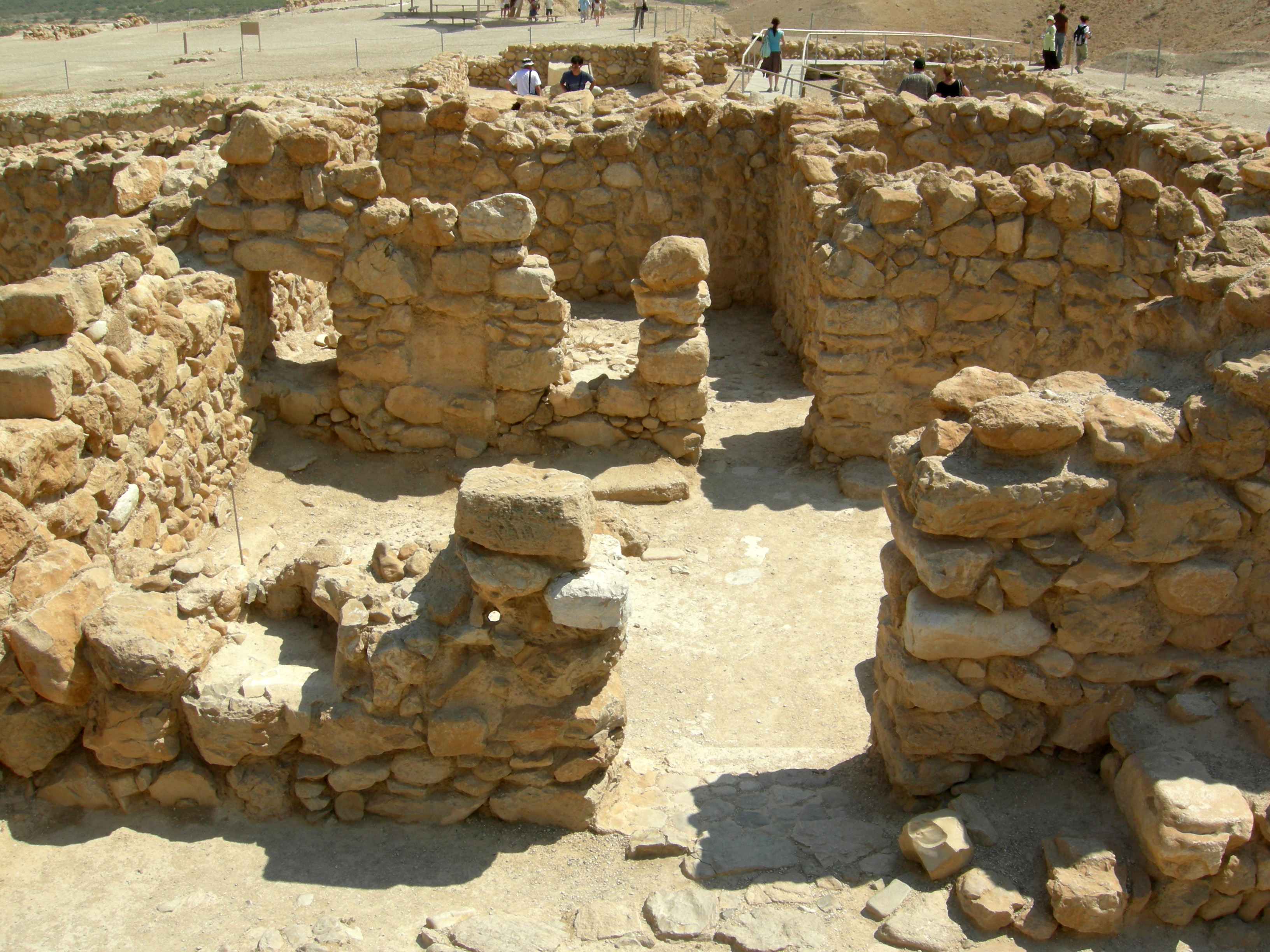
أطلال المبنى الرئيس في قمران.

قال يوسيفوس فلافيوس أن الإسينيين لم يعيشوا في مدينة واحدة، وإنما عاشوا في أعداد كبيرة في كل بلدة. وقال فيلو أن هناك أكثر من أربعة آلاف إسيني يعيشون في فلسطين وسوريا، تحديدًا، في العديد من مدن اليهودية وقراها في مجموعات كبيرة تضم العديد من الأعضاء. فيما حدد بليني الأكبر موقعهم في الجانب الغربي للبحر الميت بعيدًا عن الشاطئ... شمال مدينة عين جدي".
زعم بعض العلماء وعلماء الآثار المعاصرين بأن الإسينيين سكنوا مستوطنة قمران، في هضبة في برية الخليل بجوار البحر الميت، مستشهدين بما ذكره بليني الأكبر للتأكيد على أن الإسينيين هم من أنتجوا مخطوطات البحر الميت. ورغم عدم ثبوت تلك النظرية بشكل قاطع حتى الآن، إلا أصبحت هي الرأي السائد في أوساط الأكاديميين، وتهيمن على النقاشات العلمي والتصور العام حول الإسينيين.

## القواعد والعادات والتدين والمعتقدات
تظهر روايات يوسيفوس وفيلو أن الإسينيين عاشوا حياة جماعية صارمة، غالبًا ما تُقارن بالرهبنة المسيحية اللاحقة.. ويبدو أن العديد من مجموعات الإسينيين عاشت حياة البتولية، وزعم يوسيفوس أيضًا أن هناك فئة أخرى من الإسينيين كانوا يمرون بفترة خطوبة لمدة ثلاث سنوات قبل الزواج. كما قال يوسفيوس أنهم كان لهم ممارسات مثل الملكية الجماعية، وانتخاب قائد ليرعى مصالح المجموعة ويطيعون أوامره. وكان مُحرّمًا عليهم القَسَمْ الذي كانوا يعتبرون إعطائه أسوأ من الحنث به، ويتجنبون التضحية بالحيوانات. وكانوا يسيطرون على غضبهم، ويميلون للسلام، ولا يحملون الأسلحة إلا لحمايتهم من اللصوص. كما تخلّوا عن اقتناء العبيد، وخدموا بعضهم البعض، ونظرًا للملكية الجماعية، لم ينخرطوا في التجارة. وذكر يوسفيوس أيضًا أنهم كانوا يعتبرون الزيت وسخًا، وعرق الجسم خيرًا؛ يزهدون في حياتهم ويرتدون الملابس البيضاء، ولا يستبدلون ملابسهم ولا أحذيتهم إلا بعد أن تصبح خِرَقًا بالية؛ يصلّون ويأكلون سويًّا صنفًا واحدًا من الطعام مع الخبز بعد طقس التطهُّر اليومي.
يقول اللاهوتي الألماني هارتموت شتيغمان أن الإسينيون كانوا أكثر إلتزامًا بمبادئ التقوى اليهودية، وأنهم لم يختلفوا عن معاصريهم من اليهود إلا في مسألة الربط الوثيق بين خلاص إسرائيل ووجودهم في الأرض المقدسة، واعتبروا أن الله سينبذ الأقليات اليهودية التي انتشرت حول العالم ما لم تعد إلى الأرض المقدسة قبل الدينونة الأخيرة.
أسهب يوسيفوس وفيلو في رواياتهم عن اجتماعاتهم المشتركة ووجباتهم واحتفالاتهم الدينية. دفع هذا العيش الجماعي بعض العلماء إلى النظر إلى الإسينيين كمجموعة تعيش حياة المساواة الاجتماعية والمادية. على الرغم من تحريمهم لاستخدام القَسَمْ في حياتهم اليومية، إلا أنهم بعد فترة اختبار مدتها ثلاث سنوات، يؤدي الأعضاء الجدد يمينًا يتضمن الالتزام بتقوى الله والبر تجاه الإنسانية؛ والحفاظ على نمط حياة نقي؛ والامتناع عن الأنشطة الإجرامية وغير الأخلاقية؛ والحفاظ على قواعد الجماعة دون تدنيس؛ وحفظ كتب الجماعة وأسماء الملائكة عن ظهر قلب، وكان من معتقداتهم الإيمان بعودة أرواحهم بعد الموت. كما كان لهم طقوس تشمل التطهُّر بالماء الذي كانوا يجمعونه ويخزنونه من مياه الأمطار. وفقًا لماء جاء في مخطوطة قانون المجتمع، فقد كانت التوبة شرطًا أساسيًا في طقس التطهُّر بالماء.
لم يكن طقس التطهر بالماء خاصًا بالإسينيين، وإنما كان ممارسة شائعة بين شعب اليهودية خلال تلك الفترة. لذا، فقد كانت تتواجد حمامات التطهر أو الميكفاه بالقرب من العديد من المعابد اليهودية منذ تلك الفترة وحتى العصر الحديث. كانت الطهارة والنظافة غاية في الأهمية بالنسبة للإسينيين لدرجة أنهم كانوا يمتنعون عن التغوط في يوم السبت.
يرى عالم اللاهوت الإنجليزي جوزيف لايتفوت أن إبيفانيوس السلاميسي أحد آباء الكنيسة الذي عاش في القرن الرابع الميلادي قد ميّز وجود مجموعتين رئيسيتين داخل مجتمع الإسينيين: «أولئك الذين جاءوا قبل زمن النبي الإسيني إلكساي وفي زمانه وهم "الإسينيون" وبين الناصريون»، كما وصف إبيفانيوس كل منهما على النحو التالي:
لا يُعرف الكثير عن الأسفار القانونية عند الإسينيين، وما هو موقفهم تجاه الأسفار الأبوكريفية، لكن يُعتقد أنهم لم يكونوا يُقدّرون سفر إستير كثيرًا نظرًا لعدم العثور عليها ضمن مخطوطات قمران، ربما لمعارضتهم للزواج المختلط، واستخدامهم تقاويم مختلفة. كان الإسينيون متفردين في زمانهم لمعارضتهم اقتناء العبيد والعبودية التي اعتبروها غير عادلة وغير مقدسة، معتبرين أن جميع الناس قد ولدوا متساوين.

## الدراسات حول الإسينيين
يعتقد بعض العلماء أن مجتمع قمران الذي أنتج مخطوطات البحر الميت على الأرجح كانوا من الإسينيين. إلا أن هذه النظرية واجهت بعض الاعتراضات؛ على سبيل المثال، يعتقد نورمان غولب أستاذ التاريخ اليهودي في جامعة ميتشغان أن البحث الأوليّ حول وثائق وآثار قمران الذي أجراه الأب رولاند دي فو من المدرسة الكتابية والآثارية في القدس كان يفتقر إلى المنهج العلمي، وتوصل إلى استنتاجات خاطئة اعتمد عليها في البحث الأكاديمي. يرى غولب إن عدد وثائق قمران كبير جدًا ويتضمن العديد من أساليب الكتابة والخطوط المختلفة؛ وأن آثار قمران هي أطلال حصن عسكري استخدم لفترة طويلة جدًا من الزمن - بما في ذلك القرن الأول الميلادي - لذا لا يُعتقد أن الإسينيين سكنوها؛ كما أن الحفريات في المقبرة الكبيرة على بعد 50 مترًا شرقي قمران التي تمت سنة 1870م، ضمت أكثر من 1,200 قبر من بينها قبور لنساء وأطفال. يتعارض ذلك مع ما كتبه بليني بأن الإسينيين الذين عاشوا بالقرب من البحر الميت «لم يكن بينهم امرأة واحدة، وقد تخلوا عن كل متعة ... ولم يولد أحد بينهم». ورجّح غولب أن الوثائق جُمعت من أماكن مختلفة في القدس لتُحفظ في مكان آمن في الصحراء لحمايتها من الغزوات الرومانية. على النقيض، رفض علماء آخرون حجج غولب، خاصة وأن يوسيفوس قال بأن بعض الإسينيين سمحوا بالزواج.
في بحث آخر، درس بعض العلماء العلاقة بين الثيرابوتيين والإسينيين، واعتبروا أن الثيرابوتيين بمثابة فرع متصوف من الإسينيين.
تشير إحدى النظريات حول نشأة الإسينيين إلى أنها حركة أسسها رئيس كهنة يهودي، أطلق عليه الإسينيون لقب معلم البر الذي اغتصب يوناثان المكابي منصبه (الذي كان من سلالة كهنوتية ولكنه ليس من سلالة الصدوقيين، الذي لقّبه الإسينيين بلقب "رجل الأكاذيب" أو "الكاهن الكاذب".) جادل البعض بأن معلم البر لم يكن فقط زعيم للإسينيين في قمران، وإنما تتطابق صفاته مع شخصية المسيح الأصلية قبل حوالي 150 سنة من زمن الأناجيل. يقول الأثري فريد جلادستون براتون:

## العلاقة مع الطوائف الدينية الأخرى

### المسيحية

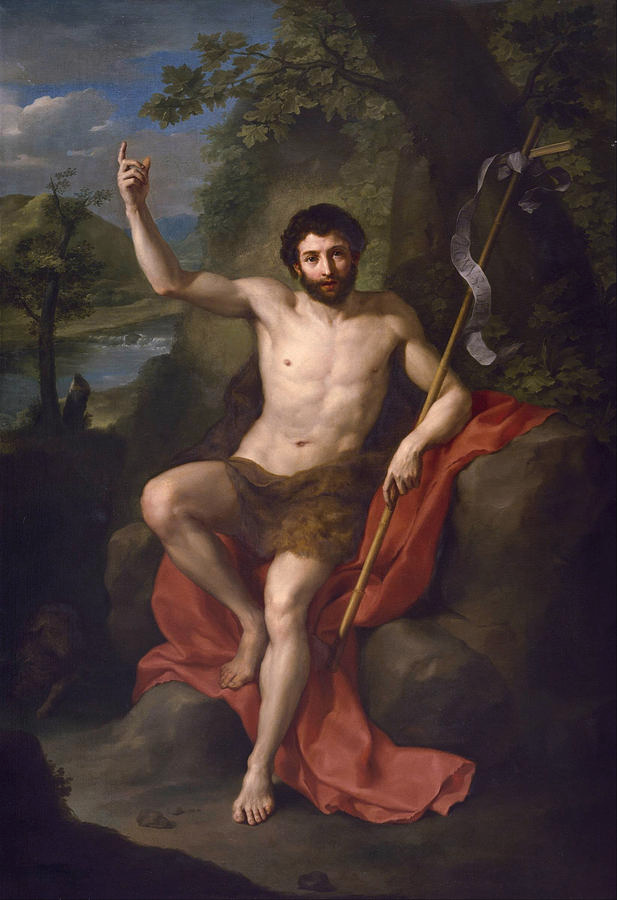
يُعتقد أن يوحنا المعمدان كان إسينيًا.

هناك الكثير من القواسم المشتركة بين طقوس الإسينيين والمسيحية؛ تصف مخطوطات البحر الميت وجبة من الخبز والنبيذ سيقيمها المسيح، وكلاهما يؤمن بنهاية للزمان في وقتٍ ما حينها سيُقضى على العالم. ومن المحتمل أيضًا أن العهد الجديد اقتبس من كتابات مجتمع قمران. فقد جاء في لوقا 1: 31-35: «وها أنت ستحبلين وتلدين ابنًا وتسمينه يسوع. هذا يكون عظيمًا، وابن العليّ يدعى، ويعطيه الرب الإله كرسي داود أبيه... القدوس المولود منك يدعى ابن الله»،
وهي عبارات تبدو مقتبسة من المخطوطة 4Q246 التي جاء فيها: «سيُدعى الكبير وسيتعين اسمه. سيُدعى ابن الله، وسيُدعى ابن العلي... سيحكم الأرض بالحق... ستخضع الأمم جميعًا أمامه». وتشمل أوجه التشابه الأخرى التمسك العميق بالإيمان إلى حد الاستشهاد، والصلاة الجماعية، وإنكار الذات، والإيمان بأننا مُقيّدون في عالم عاصٍ. كما يُقال أن يوحنا المعمدان كان أيضًا إسينيًا، حيث أن هناك العديد من أوجه التشابه بين رسالة يوحنا والإسينيين، مما يشير إلى أنه ربما عاش في مجتمع إسيني.
في المسيحية الأولى، كان هناك سفر يدعى أناشيد سليمان يُعتقد أن كاتبه كان من أوائل الإسينيين المتحولين إلى المسيحية. يمزج هذا السفر بين الأفكار الصوفية للإسينيين مع المفاهيم المسيحية.
مارس كل من الأسينيين والمسيحيين البتولية الاختيارية، وحرّموا الطلاق؛ وكلاهما استخدم مفاهيم "النور" و"الظلام" لوصف الخير والشر. زعم البعض أن الإسينيين كانت لديهم فكرة عن المسيح المطعون استنادًا لما جاء في المخطوط 4Q285؛ ومع ذلك، فإن تفسير النص غامض. فسر بعض العلماء ما جاء في هذا المخطوط على أنه إشارة إلى قتل المسيح لنفسه، بينما فسرها معظم العلماء المعاصرين على أنها إشارة إلى إعدام المسيح لأعداء إسرائيل في حرب آخر الزمان. كما مارس كل من الإسينيين والمسيحيين طقوس التطهُّر بالغمر في الماء، إلا أن الإسينيين كانوا يمارسونها بانتظام، وليس لمرة واحدة كما في المعمودية المسيحية.

### المندائية

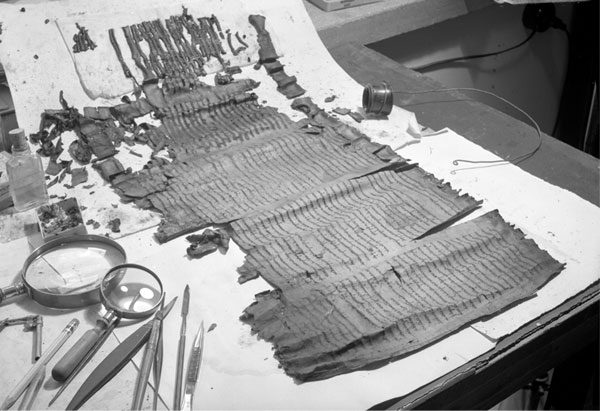
The سفر التكوين السري أحد مخطوطات البحر الميت.

استخدم سفر حران غويطة اسم الناصريين لوصف المندائيين الذين جاءوا من القدس ووصفهم بالأوصياء أو أصحاب الطقوس والمعرفة السرية. ربط علماء مثل كورت رودولف ورودولف ماكوتش ومارك ليدزبارسكي وإثيل درور بين المندائيين والناصريين الذين قال عنهم إبيفانيوس السلاميسي أنهم مجموعة ضمن الإسينيين.:xiv قال إبيفانيوس أنهم كانوا موجودين قبل يسوع، وهو ما شكّك فيه البعض، بينما اعتقد آخرون في الأصل المسيحي للناصريين.:xiv
استخدمت مفاهيم ومصطلحات دينية مندائية في مخطوطات البحر الميت، مثل استخدام اسم ياردينا (الأردن) الذي يشير إلى كل ماء معمودية في المندائية،:5 وورود اسم حي ربي "الرب العظيم" أحد أسماء إله المندائيين في سفر التكوين السري.:552-553 كما ورد مُسمّى "بحيري زدقا" الذي يعني "الصالح المختار" في سفر أخنوخ وسفر التكوين السري،:552-553:18 ويعتقد المندائيون أنهم يشكلون جماعة "بناي نهورا" الحقيقيين التي تعني "أبناء النور"، وهو مصطلح استخدمه الإسينيون.:50 يؤكد الكتاب المقدس المندائي أن المندائيين هم تابعي تلاميذ يوحنا المعمدان الناصريين في القدس.:vi, ix وعلى غرار الإسينيين، يُحظر على المندائيين الكشف عن أسماء الملائكة للأمميين.:94 وكما أن  مقابر الإسينيين تتجه من الجنوب للشمال، كان على المندائيين دفن موتاهم في الاتجاه الشمالي-الجنوبي، بحيث إذا وقف الموتى المندائيون في وضع مستقيم، فسينظرون إلى الشمال.:184 ولدى المندائيين رواية شفهية مفاده أن بعضهم كان في الأصل نباتيًا:32 كما هم الإسينيين؛ ويتشابه الطائفتان أيضًا في جنوحهم للسلام.:47
وُصِفَ بيت مندا في النصوص المندائية مثل قلستا وكنزا ربا وسفر يوحنا المندائي بأنه "بنيانا رب دسرارا" ("مبنى الحقيقة العظيم") و"بت توسليما" ("بيت الكمال"). ويعد النص الإسيني قانون المجتمع النص الديني الوحيد الذي احتوى على عبارات مماثلة مثل "بيت الكمال والحقيقة في إسرائيل" و"بيت الحقيقة في إسرائيل".

### المغارية
وفقًا القرقساني، فإن المغارية طائفة يهودية تأسست في القرن الأول قبل الميلاد. يعتقد المستشرق الروسي أبراهام هاركافي وآخرون أن المغارية هم من الإسينيون، وأنهم السكندريون الذين نسبهم فيلو السكندري للإسينيين، ودلّل على ذلك بالتالي:
- اسم هذه الطائفة، الذي في رأيه لا يشير إلى كتبهم، بل إلى أتباعها الذين عاشوا في الكهوف أو المناطق الصحراوية، وهو أسلوب حياة الإسينيين.
- تزامُن تاريخ تأسيس هذه الطائفة مع التاريخ الذي عاش فيه الإسينيين.
- اعتقادهم بأن الله يتواصل مع البشر من خلال ملاك يتوافق مع معتقدات الإسينيين، ومع مفهوم فيلو السكندري عن اللوغوس.
- عدم ذكر القرقساني للإسينيين ضمن تعداده للطوائف اليهودية، وهو ما يمكن تفسيره أنه كان يعتبر المغاريين هم الإسينيين.

## للقراءة
- Alexander، David؛ Alexander، Pat (1983). The Lion handbook to the Bible. Tring: Lion Hudson. ISBN:0-86760-271-6.
- Baldwin، James (1995) [1963]. The fire next time. New York City: Modern Library. ISBN:0-679-60151-1.
- Bauer، Walter؛ Kraft، Robert A. (1996) [1971]. Orthodoxy and heresy in earliest Christianity. Mifflintown, Pennsylvania: Sigler Press. ISBN:0-9623642-7-4.
- Bennett، Chris؛ Osburn، Lynn؛ Osburn، Judy (1995). Green gold the tree of life: marijuana in magic & religion. Frazier Park, California: Access Unlimited. ISBN:0-9629872-2-0.
- Bergmeier، Roland (1993). Die Essener-Berichte des Flavius Josephus: Quellenstudien zu den Essenertexten im Werk des judischen Historiographen. Kampen, Germany: Kok Pharos Publishing House. ISBN:90-390-0014-X.
- Bultmann، Rudolf (1987). "Significance of the Historical Jesus for the Theology of Paul". Faith and understanding. Minneapolis: Augsburg Fortress. ISBN:0-8006-3202-8.
- Burns، Joshua Ezra (2006). "Essene Sectarianism and Social Differentiation in Judaea After 70 C.E". Harvard Theological Review. ج. 99 ع. 3: 247–74. DOI:10.1017/S0017816006001246. S2CID:162491248.
- Durant، Will (1993). Caesar and Christ. MJF Books. ISBN:5-552-12435-9.
- Eisenman، Robert H. (1997). James, the brother of Jesus: the key to unlocking the secrets of early Christianity and the Dead Sea Scrolls. New York City: Viking Press. ISBN:0-670-86932-5.
- Ewing، Upton Clary (1994) [1963]. The prophet of the Dead Sea Scrolls: the Essenes and the Early Christians, one and the same holy people: their seven devout practices. Tree of Life Publications. ISBN:0-930852-26-5. OCLC:30358890.
- Ewing، Upton Clary (1961). The Essene Christ. New York City: Philosophical Library. OCLC:384703.
- Legge، Francis (1964). Forerunners and rivals of Christianity, from 330 B.C. to 330 A.D.. New Hyde Park, New York: University Books. LCCN:64024125. OCLC:381558.
- Golb، Norman (1995). Who wrote the Dead Sea Scrolls?: the search for the secret of Qumran. New York City: Scribner. ISBN:0-02-544395-X. OCLC:31009916.
- Lewis، Harvey Spencer (1997) [1929]. Mystical Life of Jesus. San Jose, California: Ancient Mystical Order Rosae Crucis. ISBN:0-912057-46-7. OCLC:43629126.
- Koester، Helmut (1971). "The Theological Aspects of Primitive Christian Heresy". في James McConkey Robinson (المحرر). The Future of our religious past: essays in honour of Rudolf Bultmann. New York City: Harper & Row. OCLC:246558.
- Larson، Martin Alfred (1977). The story of Christian origins: or, The sources and establishment of Western religion. Washington: J.J. Binns. ISBN:0-88331-090-2. OCLC:2810217.
- Larson، Martin Alfred (1967). The Essene heritage: or, The teacher of the scrolls and the gospel Christ. New York City: Philosophical Library. OCLC:712416.
- Lillie، Arthur (1887). Buddhism in Christendom, or, Jesus, the Essene. 1 Paternoster Square, London: Kegan Paul & Co.{{استشهاد بكتاب}}:  صيانة الاستشهاد: مكان (link)
- Sanders، E. P. (1992). Judaism: practice and belief, 63 BCE–66 CE. London: SCM Press. ISBN:1-56338-015-3. OCLC:243725142.[بحاجة لرقم الصفحة]
- Savoy، Gene (1980) [1978]. The Essaei Document: Secrets of an Eternal Race: Codicil to The Decoded New Testament. Reno, Nevada: International Community of Christ. ISBN:0-936202-03-3. OCLC:13952564.
- Schiffman، Lawrence H. (1991). From text to tradition: a history of Second Temple and Rabbinic Judaism. New York City: Ktav Pub. House. ص. 113–116. ISBN:0-88125-372-3. OCLC:23733614.
- Schonfield، Hugh J. (1984). The Essene Odyssey: The Mystery of the True Teacher and the Essene Impact on the Shaping of Human Destiny. Tisbury: Element Books. ISBN:0-906540-49-6. OCLC:12223220.
- Schonfield، Hugh J. (1991) [1968]. Those Incredible Christians. Tisbury: Element Books. ISBN:0-906540-71-2. OCLC:13536522.
- Shaw، George Bernard (2004) [1912]. Androcles and The Lion. Fairfield, Iowa: 1st World Library – Literary Society. ISBN:1-59540-237-3. OCLC:63203922.
- Smith، Enid S. (أكتوبر 1959). "The Essenes Who Changed Churchianity". Rays from the Rose Cross.
- Vaclavik، Charles P. (1986). The vegetarianism of Jesus Christ. Three Rivers, California: Kaweah Publishing Company. ISBN:0-945146-00-0. OCLC:26054343.
- Vermes, Geza; Goodman, Martin. The Essenes According to the Classical Sources. JSOT on behalf of the Oxford Centre for Postgraduate Hebrew Studies: Sheffield, 1989.

## وصلات خارجية
- Catholic Encyclopedia: Essenes
- Jewish Encyclopedia: Essenes
- Essenes and Others: argues that the Hebrew original form of the name later spelled "Essenes" is in some Qumran scrolls as a self-designation.
- "Jannaeus, His Brother Absalom, and Judah the Essene" Stephen Goranson, identities of Wicked Priest and Teacher of Righteousness, relevant to history of the Essenes
- Thematically compiled comparison of the parallels in the ancient sources
- The Digital Dead Sea Scrolls/ Essenes